# August Krogh
August Krogh, tên đầy đủ Schack August Steenberg Krogh, (1874 - 1949) là một nhà sinh lý học và động vật học người Đan Mạch, giáo sư trường Đại học Copenhagen đoạt giải Nobel sinh lý và y khoa năm 1920.

## Tiểu sử tóm tắt
- August Krogh sinh ngày 15 tháng 11 năm 1874 tại thành phố Grenå (bờ phía đông bán đảo Jutland, mẹ mang dòng máu người Di-gan[1].
- Học tại trường Đại học Copenhagen
- Kết hôn với Marie Krogh ngày 24 tháng 3 năm 1905
- Giáo sư trường Đại học Copenhagen từ năm 1916 tới năm 1945
- Đoạt giải Nobel về sinh lý và y khoa năm 1920
- Năm 1945 được tặng danh hiệu công dân danh dự đầu tiên của thành phố Grenå (nơi sinh trưởng)
- Từ trần ngày 13 tháng 9 năm 1949 tại Copenhagen

## Công trình & tác phẩm
August Krogh đã có nhiều khám phá cơ bản trong sinh lý học và nổi tiếng về nguyên lý Krogh (Krogh's principle). Năm 1920 Krogh được giải Nobel về sinh lý và y khoa vì đã khám phá ra cơ chế điều hòa mao mạch trong cơ xương (mechanism of regulation of the capillaries in skeletal muscle). Krogh là người đầu tiên mô tả Việc thích ứng tràn ngập máu trong cơ và các cơ quan khác, tùy theo nhu cầu, thông qua việc đóng và mở các tiểu động mạch và mao mạch. Krogh đã viết một luận án về sự trao đổi hô hấp qua da và phổi của loài ếch nhái (respiratory exchange of animals) (năm 1915). Sau đó Krogh nghiên cứu về sự điều bình nước và điện phân (water and electrolyte homeostasis) của các động vật dưới nước và xuất bản sách Sự điều hòa thấm lọc (Osmotic Regulation) (1939).
Ngay sau khi chất insulin được Frederick Banting và Charles Best phát hiện ở Toronto (Canada) năm 1922, Krogh đã đưa chất này vào nghiên cứu và áp dụng ở Đan Mạch, dẫn tới việc thành lập Phòng thí nghiệm insulin Bắc Âu năm 1923 tại Copenhagen. Phòng thí nghiệm này hiện thuộc quyền sở hữu của hãng dược phẩm Novo Nordisk. Cùng với Hagedorn, Krogh đã góp phần quan trọng vào việc sản xuất insulin bằng việc dùng ethanol để chiết hormon này từ tuyến tụy của heo. Phần lớn công trình của Krogh đều có sự cộng tác tích cực của bà vợ - Marie Krogh (1874 - 1943) - cũng là một nhà khoa học nổi tiếng.
Krogh đã sáng chế dụng cụ đo dung tích phổi (spirometer) và dụng cụ đo tỷ lệ trao đổi chất cơ bản (basal metabolic rate), giúp cho việc nghiên cứu sinh lý dễ dàng hơn.
Từ năm 1910 Krogh đã lập Phòng thí nghiệm sinh lý động vật ở trường Đại học Copenhagen. Lúc đầu, phòng này được đặt tại một căn nhà nhỏ ở trung tâm thành phố Copenhagen (số 11 Ny Vestergade). Năm 1928, phòng được mở rộng đáng kể khi chuyển về tòa nhà mới tại số 28 - 32 Juliane Maries Vej, gọi là Nhà liên hợp Rockefeller (do Quỹ Rockefeller tài trợ). Tòa nhà này cũng chứa Viện sinh học y khoa và lý sinh (medical physiology and biophysics) và Viện lý thuyết thể dục (sinh lý thực hành).
Năm 1970 đã khánh thành một tòa nhà mới mang tên Viện August Krogh, nơi đặt trụ sở Khoa sinh lý động vật, sinh lý thực hành và vài phân ngành hóa sinh của Phân khoa Khoa học của Đại học Copenhagen.
Nhà động vật học người Đan Mạch Torkel Weis-Fogh (1922 - 1975), giáo sư trường Đại học Copenhagen và trường Đại học Cambridge là học trò và người phụ tá của August Krog.
Krogh được ghi tên trong sách Thế kỷ 20 - 100 nhân vật quan trọng nhất Đan Mạch.